# Jean-Claude Waquet
Pour les articles homonymes, voir Waquet.
Jean-Claude Waquet, né le 14 octobre 1952 à Chartres, est un historien français. Il est président de l'École pratique des hautes études de 2006 à 2011. 

## Biographie
Jean-Claude Waquet est le fils de Jean Waquet (1913-1994), archiviste paléographe, directeur des Archives départementales d'Eure-et-Loir, conservateur en chef aux Archives Nationales, et de Simone Narjoux (1913-2008), professeur d'Histoire au Lycée Molière à Paris. Il est l'un des neveux de Pierre Waquet, magistrat, l'un des petit-neveux d'Henri Waquet, archiviste paléographe, directeur des Archives Départementales du Finistère et l'un des descendants directs de Jacques Tanguy Marie Guermeur, membre de la Convention nationale.
Archiviste paléographe, Jean-Claude Waquet consacre sa thèse de l'École des chartes aux grands maîtres des Eaux et forêts au XVIIIe siècle (1976)
À sa sortie de l'École, il est nommé membre de l'École française de Rome (1976-1979) où il commence ses recherches sur les finances du Grand-duché de Toscane au XVIIIe siècle. Ses premiers travaux portent notamment sur la création d'une ferme des impôts à l'arrivée du nouveau grand-duc de Toscane, ancien duc de Lorraine, en 1737. L'évolution de son enquête le conduit à s'intéresser moins aux grands-ducs Habsbourg-Lorraine qu'aux derniers souverains de la maison de Médicis, Côme III et Jean-Gaston. La publication de son travail en 1990 suscite un vif[non neutre] débat en Italie, notamment avec les historiens Furio Diaz et Giuseppe Pansini.
Archiviste aux archives du ministère des Affaires étrangères (MAE), il est détaché pendant deux années (1981-1983) au CNRS avant de revenir à la direction des archives du MAE, puis de coordonner le bureau Organisation et méthodes du service informatique de ce ministère, d'avril 1984 à mai 1988.
Il est ensuite attaché culturel à l'ambassade de France en Italie (1988-1990). Devenu professeur des universités en 1991, il enseigne l'histoire moderne à l'université de Strasbourg puis à l'université Paris XII-Val de Marne. Il est aujourd'hui directeur d'études à la 4e section de l'École pratique des hautes études (histoire de l'Europe du XVIe au XVIIIe siècle). Il a  présidé cette même école de 2006 à 2011. De 2009 à 2016, Jean-Claude Waquet a été président de la fondation Condorcet qui pilote le projet du Campus Condorcet (campus de sciences humaines et sociales à Aubervilliers) (EHESS, EPHE, Ined, Université Panthéon-Sorbonne, Université Paris 13, Université Sorbonne Nouvelle, Université Paris 8 Vincennes-Saint-Denis)
Historien de l'Italie moderne, il s'intéresse désormais à l'histoire de la diplomatie.

## Publications
- Les Grands Maîtres des eaux et forêts de France de 1689 à la Révolution : suivi d'un dictionnaire des grands maîtres, Genève, Droz, 1978 [5] aperçu disponible sur Google Livres.
- De la Corruption. Morale et pouvoir à Florence aux XVIIe et XVIIIe siècles, Paris, Fayard, 1984
- Le Grand-Duché de Toscane sous les derniers Médicis : essai sur le système des finances et la stabilité des institutions dans les anciens États italiens, Rome, École française de Rome, 1990 disponible sur Persée (portail)
- Les Espaces de l'historien, Strasbourg, Presses universitaires de Strasbourg, 2000, avec Odile Goerg et Rebecca Rogers[6].
- La Conjuration des dictionnaires. Vérité des mots et vérités de la politique dans la France moderne, Strasbourg : Presses universitaires de Strasbourg, 2000[7],[8],[9]
- François de Callières. L'art de négocier en France sous Louis XIV, Paris, Éd. Rue d'Ulm, 2005[10]

## Distinctions
- Chevalier de l'ordre des Palmes académiques